# Urotrygon microphthalmum
Urotrygon microphthalmum is een vissensoort uit de familie van de Urotrygonidae. De wetenschappelijke naam van de soort is voor het eerst geldig gepubliceerd in 1941 door Delsman.